# Orde van de Zonnetempel
De Orde van de Zonnetempel (Frans: Ordre du Temple Solaire, O.T.S.) was een in 1984 door de Belgische arts Luc Jouret en Joseph Di Mambro gestichte sekte, waarvan de leden door zelfdoding en de daaropvolgende "reis naar Sirius" daar de komst van een nieuwe wereld afwachten. Deze wereld zal ontstaan op aarde na de wederkomst van Jezus Christus in zijn nieuwe rol als zonnegod of zonnekoning, die de christelijke kerken en de islam zal verenigen in één godsdienst.
In Zwitserland, Frankrijk en Canada is de sekte verboden en worden de leden gerechtelijk vervolgd.